# Monstrum vel prodigium
Nel diritto romano, la locuzione latina monstrum vel prodigium, letteralmente "mostro o prodigio", indica un neonato tanto deforme da avere sembianze più simili agli animali che agli uomini. 
Secondo una definizione di Giulio Paolo "non sunt liberi qui contra formam humani generis converso more procreantur" ("non sono considerati figli coloro che nascono con sembianze diverse da quelle umane"). Ai fini del diritto, dunque, il monstrum vel prodigium era considerato come se non fosse mai nato e, pertanto, era privo di capacità giuridica.